# Liste der Kulturgüter in Aesch LU
Die Liste der Kulturgüter in Aesch LU enthält alle Objekte in der Gemeinde Aesch im Kanton Luzern, die gemäss der Haager Konvention zum Schutz von Kulturgut bei bewaffneten Konflikten, dem Bundesgesetz vom 20. Juni 2014 über den Schutz der Kulturgüter bei bewaffneten Konflikten sowie der Verordnung vom 29. Oktober 2014 über den Schutz der Kulturgüter bei bewaffneten Konflikten unter Schutz stehen.
Objekte der Kategorie A sind im Gemeindegebiet nicht ausgewiesen, Objekte der Kategorie B sind vollständig in der Liste enthalten, Objekte der Kategorie C fehlen zurzeit (Stand: 1. Januar 2023). Unter übrige Baudenkmäler sind zusätzliche Objekte zu finden, die im kantonalen Denkmalverzeichnis verzeichnet und nicht bereits in der Liste der Kulturgüter enthalten sind.

## Kulturgüter
| Foto | | Objekt                                                                     | Kat. | Typ | Standort                          | Beschreibung                                                                                              |
| ---- | --- | -------------------------------------------------------------------------- | ---- | --- | --------------------------------- | --- |
| ja   | Datei hochladen · Wikidata zu Katholische Kirche St. Luzia mit Pfarrhaus (Q29785516)                            | Katholische Kirche St. Luzia mit Pfarrhaus KGS-Nr.: 03626                  | B    | G   | Kirchgasse 34, 32 660160 / 234480 | |
| BW   | Datei hochladen · Wikidata zu Schulhaus, latènezeitliches Gräberfeld (Q110727909)                               | Schulhaus, latènezeitliches Gräberfeld KGS-Nr.: 16425                      | B    | F   | Schongauerstrasse 660741 / 234556 | |
| BW   | Datei hochladen · Wikidata zu Zielacher, frühmittelalterliches Gräberfeld (Q110728057)                          | Zielacher, frühmittelalterliches Gräberfeld KGS-Nr.: 16426                 | B    | F   | Zielacherstrasse 660748 / 233946  | |
| ja   | Datei hochladen · Wikidata zu Südlicher Hallwilersee, hallstattzeitliches Siedlungsgebiet in Aesch (Q110728147) | Südlicher Hallwilersee, hallstattzeitliches Siedlungsgebiet KGS-Nr.: 16549 | B    | F   | 659503 / 233503                   | Objekt liegt auf dem Gemeindegebiet von Aesch, Beromünster (KGS-Nr. 16561) und Hitzkirch (KGS-Nr. 16563). |

## Übrige Baudenkmäler
| ID   | Foto |                 | Objekt                     | Typ | Standort                                    | Beschreibung |
| ---- | ---- | --------------- | -------------------------- | --- | ------------------------------------------- | ------------ |
| 15   | ja   | Datei hochladen | Wegkreuz im Dorf           | K   | Hauptstrasse / Donaustrasse 660754 / 234205 |              |
| 115  | BW   | Datei hochladen | Pfarrhaus                  | G   | Unterdorf 12 660151 / 234463                |              |
| 115a | BW   | Datei hochladen | Pfarrhofscheune, Pfarrheim | G   | Unterdorf 660119 / 234455                   |              |

Legende: Siehe Legende der Liste der Kulturgüter von nationaler und regionaler Bedeutung. Anstelle der KGS-Nummer wird als Objekt-Identifikator (ID) die Gebäudenummer im kantonalen Denkmalverzeichnis verwendet.